# Agostino Cavadini
Agostino Cavadini (geb. 25. Dezember 1907 in Locarno; gest. 20. Oktober 1990 ebenda) war ein Schweizer Architekt. Sein Vater Eugenio Cavadini war ebenfalls Architekt.

## Leben
Cavadini studierte am Polytechnikum Mailand, wo er 1932 abschloss. Nach kurzer Berufstätigkeit in Deutschland trat er 1933 in das väterliche Büro in Locarno ein. Dort wandelte sich daraufhin die Formensprache des Büros hin zu einem Rationalismus italienischer Prägung. Beispiele hierfür sind die Clinica San Rocco in Lugano (1935) und das Kurheim Carmelo in Brione sopra Minusio aus demselben Jahr, die Erweiterung des Bezirkskrankenhauses Locarno (1937) und das Altersheim Sante Croce in Faido (um 1935).
Nach dem Ausscheiden seines Vaters errichtete er in den 1960er- und 1970er-Jahren eine Vielzahl von Bauten sowohl für private Bauherren als auch solche der öffentlichen Hand, so das kantonale Gefängnis «La Stampa» in Lugano (1. Bauetappe 1965, 2. Bauetappe 1976–1979 in Arbeitsgemeinschaft mit Augusto Jäggli und Marco Bernasconi) und das Kurheim der Fondazione Varina in Orselina (1983–1985).